# ソウルハッカーズ2
『ソウルハッカーズ2』（ソウルハッカーズ ツー、SOUL HACKERS 2）は、2022年8月25日発売のPlayStation 5、PlayStation 4、Xbox Series X/S、Xbox One用コンピュータRPG。
PS5/PS4版はパッケージとダウンロード版の両方が発売され、Xbox X/S・One版はダウンロード版のみ。Steam版は8月26日発売。

## 概要
『真・女神転生デビルサマナー』、『デビルサマナー ソウルハッカーズ』の流れを汲む「デビルサマナーシリーズ」の完全新作。アトラスは『真・女神転生』『ペルソナ』を継ぐ、次世代RPGとして宣伝している。
ゲームシステム的には『真・女神転生IV』や『ペルソナ3』以降と同様の3人称視点・シンボルエンカウント形式のダンジョンRPGとなり、戦闘においても『真・女神転生III』以降主流となっていた「プレスターン・バトル」と『真・女神転生 STRANGE JOURNEY』の「デビルCO-OP」を融合させた新システム「サバト」の導入など、前作からの変更点も多い。

## ストーリー
プロローグ
今より少し先の未来、世界は崩壊の危機にあった。
人の世界では、魑魅魍魎の「悪魔」たちが跋扈しており、さまざまな超常の力を持つ悪魔を「仲魔」として従えて、闇の社会に生きる悪魔召喚師「デビルサマナー」が暗躍していたが、そのデビルサマナーの一党が世界終焉を企てていた。
飽和する情報の海から人知れず生まれた、人の世を見守る人智を超えた存在「Aion」の少女リンゴは、相棒であるフィグと共に、世界の終焉を回避するため人の世界へと降り立ち、原因解明のための情報収集を行うことになる。

序盤
リンゴは、終焉回避の手がかりである、日本を守護するデビルサマナー組織「ヤタガラス」に所属するデビルサマナーの青年アロウの元を訪れる。しかし、すでに彼は殺されていたことから「魂への干渉」を実行して、亡くなったアロウを蘇らせる。
同様にリンゴは、駆けつけた時には殺害されれていた、ヤタガラスと敵対する組織「ファントムソサエティ」に所属のデビルサマナーの女性ミレディや、フリーのデビルサマナーの青年サイゾーらを死から蘇らせる。
彼ら3人のデビルサマナーたちと行動を共にすることになったリンゴは、様々な未練を持つ3人の記憶と向き合いながら彼らを導いていく。
中盤
やがて、リンゴたち一行の前に、世界終焉のために暗躍している鉄仮面、その従者で圧倒的な戦闘力を誇る造魔ゼノン、サイゾーの元恋人であったアッシュらが立ちふさがる。鉄仮面は、謎のエネルギー体である「5色のコヴェナント」を収集しており、リンゴ達はそれを防ぐため敵対することになる。
鉄仮面の一味を倒すため、緒崎ホープタワーに奇襲を仕掛けたリンゴ達は、困惑するアッシュを奪還する。その後、絶体絶命のピンチに陥るものの、フィグの機転によって窮地を脱して、新月によって弱体化していた造魔ゼノンを撃破する。
終盤
しかし、鉄仮面は「5色のコヴェナント」のうち4つまでを入手しており、猶予はなかった。鉄仮面によって殺害された、葛葉一族のデビルサマナーの高齢男性マンゲツが残したスマートフォンを解析した結果、最後の「紫のコヴェナント」がアロウの中に封印されて隠されていることが判明する。
「紫のコヴェナント」の封印を解いたアロウだったが、コヴェナント保持者同士の感応によって、自身の師匠でもある元デビルサマナーのレイブンこそが、これまで敵対してきた鉄仮面であることを見破る。リンゴ達は、激しい戦闘の末にレイブンに打ち勝つ。命を失ったレイブンを救うため、フィグがソウルハックを行うも復活することは出来なかった。
ラスト
すべてのコヴェナントを集めて世界終焉を阻止したかに思えた矢先、「Aion」の未来予測によって「フィグが世界終焉を起こす」と知らされる。その直後、レイブンの絶望を救えなかったフィグは、レイブンのやろうとしていた「世界を終わらせることによる世界の救済」を引き継ぎ、コヴェナントを持ち去ってリンゴ達に別れを告げる。
フィグによってアクシスを制圧された「Aion」は、彼女のプランを承認し、人類社会への介入が開始する。リンゴ達は、Aionによって侵食された24区都庁ビルへと向かい、その最奥にて「電霊Aion」と化したフィグを見つける。
フィグは、人の魂に引き寄せられる性質をもつ『コヴェナント』と、膨大なデータ通信を可能にする『バニシングシステム』を使って、Aionのソウルハックにより人類全体の魂に介入して「人類の魂を別物に作り変える」ことで、人々から争う意志を奪い去って、理不尽のない平和な世界を作ろうとしていた。
ノーマルエンディング
強大な「電霊Aion」を打ち倒し、リンゴ達は消え去っていくフィグを見届ける。フィグと一体となっていた無数のAionは、すべて消え去ってしまい、Aionはリンゴだけが残された。
数日後、リンゴ達の「サバト能力」はなくなってしまい、サイゾーはサマナーを廃業し、3人の仲間たちはそれぞれセーフハウスを去っていく。Aionとしてのほぼ全ての能力を失い、Aionでも人間でもない一人きりになったリンゴは、コマドリで働きながら「人の世界」で生きていこうと誓い、街へと消えていったところで物語は終わりを告げる。

## 登場人物

### 情報知性体「Aion」
「Aion」は人知れず生まれた、情報知性体である。情報を獲得し、進化することが「Aion」の存在意義であり、そのために人間社会は守られるべきと考えている。基本的には、人の社会に介入することはないが、世界の終焉が予測されたことから、Aionは人の社会への介入をすることになる。
ちなみに「アイオーン」とは、古代ギリシア語である「期間の時間」を指し、時代や世紀、人の生涯というような意味である。また、グノーシス主義における「高次の霊」「超越的な圏界」を意味する。
リンゴ
声 - 黒沢ともよ
本作の主人公。周りから窘められる事すらある程のマイペースな性格。正体はネットワークから生まれた新たな情報知性体「Aion」（アイオン）が生み出したエージェントの一人。世界の終焉を回避するために、死から蘇らせたアロウたち3人のデビルサマナーと協力する事になる。
使用するCOMP「アンティキティラ」は普段は柄の状態で2本携帯し、使用時に脚部の菱形模様のラインが浮き上がり、右側のラインで通常攻撃を行う刀身、左側のラインでサバトを行う銃身を構成する。電撃系・万能系スキルを得意とする。
フィグ
声 - 森なな子
Aionのエージェントでリンゴの相棒。クールで思慮深い性格。戦闘には直接参加せず、情報解析等の後方支援を行う。
設定上ではCOMPを所有しており、リンゴと同様に柄の状態で2本携帯し、使用時に腕部に巻き付いてる菱形模様のラインが銃身を構成する。リンゴと違い銃身のみの変形で、二挺拳銃のようになる。
フィグとは、英語で「イチジク」のことであり、「リンゴ」同様に宗教においてもエピソードの多い植物である。
フランマ
声 - 鈴木柊真
Aionが生み出した分霊。人間の思想様式を持つリンゴとフィグにAionの演算を伝えるなど、リンゴやフィグたちをサポートするために存在するが、彼女たちのように肉体を持たず、そのため性別もない。 少年とも少女ともつかない声色で、穏やかで丁寧な口調で接する。
フランマとは、ラテン語の「flamma」に由来し、「炎」を意味する。また、デンマーク語で「前進」を意味する。「トネリコバノカエデ」の別名でもあり、その他にも「ケイトウ フランマ オレンジ」というガーデニング用の植物もある。

### 仲間となるデビルサマナー
アロウ
声 - 石川界人
デビルサマナー（悪魔召喚士）の青年。思慮深く慎重な性格。日本を守護するデビルサマナー組織「超國家機関ヤタガラス」に所属する。COMPは拳銃型の「九〇式召喚銃」で、通常攻撃は銃撃。氷系と魔術系のスキルを得意とする。
ファントムソサエティに潜入任務をしていたが、「ミレディーの保護」をすることになった過程でスパイであることがバレてしまい、ファントムソサエティによって殺害されてしまう。その後、リンゴによって死から蘇るが、サマナー能力がリンゴのCOMPに移行されたこともあり、リンゴと行動を共にすることになる。
ミレディ
声 - 小清水亜美
デビルサマナーの女性。理性的かつ合理的な性格。ヤタガラスと敵対するサマナー組織「ファントムソサエティ」に所属している。
COMPは釵型の「スティグマ」で、火炎系・万能系のスキルが得意。
サイゾー
声 - 松風雅也
フリーのデビルサマナーの青年。ロマンチストな性格。面倒見がいい部分もあるようで、アロウとミレディを仲裁することもある。
COMPはトンプソン・サブマシンガン型の「トミーガン」で、通常攻撃は銃撃。衝撃系・回復・補助系スキルを得意とする。
ナナ
有料DLC「Lost Numbers」で追加される新キャラクター。田舎から出てきたばかりの新人デビルサマナーの少女で、行方不明の父親を捜している。大きなリュックサックを背負い、オレンジ色のゴーグルをかけている。小柄だが大食いで、結構な巨乳の持ち主である。まれに暴走状態になり、リンゴ達を襲うこともあった。
クエストをこなしていくことで、ナナの父親が「ミレディたちファントムソサエティが、青のコヴェナントを奪った際に殺した、マンゲツの助手」であることが判明する。
戦闘においては仲間として一緒に戦ってくれるが、プレイヤーが操作することはできないNPCキャラクター。主に銃撃属性や斬撃属性を使って攻撃してくれ、弱点を突いてスタックを貯めてくれるため、高難易度のボス戦などでは重宝する。ただし、味方への回復についてはあまり当てにならず、プレイヤー自身で行う必要がある。

### 鉄仮面の一行
鉄仮面
その名のとおり、鉄仮面を付けた男性。本作におけるストーリー上のボスキャラクター。ミレディーの想い人であった「本物の鉄仮面」が付けていた鉄仮面を装着しているだけであり、ミレディー曰く「鉄仮面の偽者」である。
造魔ゼノン
鉄仮面に作られた「造魔」。文字通り、人によって造られた悪魔。
アッシュ
サイゾーの元恋人の女性。サイゾー殺害に加担したことで、鉄仮面の計画に協力する。

### 超國家機関ヤタガラス
日本を霊的な脅威から守護するために、人間社会の影で活動する組織。

### ファントムソサエティー
一部のメンバー達によって、「コヴェナント」を集めることで世界の終焉をもたらそうとしている。
カブラギ
「ファントムソサエティー」のデビルサマナー。ストーリー冒頭において、ミレディ暗殺部隊のリーダーを務め、彼女を救出しようとしたヤタガラスからのスパイであったアロウを射殺した。
アロウの幼馴染の親友であり、デビルサマナーとしてはライバルのような関係であった。少年時代に施設でイジメられることの多かったアロウを庇い、親交を深めるようになった。
ストーリー中盤において、アロウ達と対決して敗れ、アロウと和解しながら亡くなった。
R.S.
「ファントムソサエティー」のデビルサマナー。物語の冒頭において、ミレディを殺害した人物。
ラッパーであり、ラップで歌いながら戦闘を行う。

### その他の重要人物
恩田一郎
今世紀最高のコンピューターエンジニアであり、ゼロ時間での膨大なデータ通信を可能にする『バニシングシステム』を開発した。ストーリー冒頭、24区都庁ビルにおいて鉄仮面の従者ゼノンによって殺害され、恩田の体内にあるコヴェナントを持ち去られる。
葛葉マンゲツ
元デビルサマナーの片腕の高齢男性で、かなりの実力を持っていた。マンゲツの助手と同じくコヴェナント所有者の一人であり、ヤタガラスの推し進めるコヴェナント研究に関わっていた。葛葉一族は、代々デビルサマナーの家系であり、国防の観点からヤタガラス寄りの人間が多い。
1年前、ソウルソサエティーの鉄仮面によって「マンゲツの研究所」が襲われて死亡したかに思われていた。しかし、生き延びて「地下鉄の廃路線」に隠れ住むようになり、ホームレスたちからは「先生」と呼ばれていたが、再び鉄仮面によって強襲されて殺害された。
アロウの中に、封印された「紫のコヴェナント」を隠した人物。
レイブン
元・ヤタガラス所属のデビルサマナー。かつては一流のサマナーだったが、現在は引退しており、児童養護施設こまどりで働いている。社交的で子供好きで面倒見が良く、常に落ち着いて物事を語る。アロウの師匠的・兄貴分にあたる存在でもある。物語終盤において、鉄仮面の正体であることが判明する。

### 街の住人たち
ヴィクトル
声 - 銀河万丈
悪魔を合体させる施設「シルク・ドゥ・業魔殿」のオーナー。前作では船長のような服装だったが、本作ではシルクハットをかぶっており、業魔殿もサーカステントのような外観となっている。
ヒューズ
BAR「ヘイズルーン」のマスター。マスターの作った料理は持ち帰りでき、セーフルームで食べることができる。
マダム銀子（マダムぎんこ）
声 - 杉田智和
華楽町にある「Clubクレティシャス」の店主。サマナーたちに様々なリクエスト（依頼）を行う。
ユメ
華楽町にある雑貨店「デラマンチャ」の女性店員。
タタラ
声 - 花守ゆみり
COMPの改造を請け負う改造屋「COMP SMITH」の年若い少女店主。見た目にそぐわぬ卓越した改造技術を持つ。
多数のサマナーからその腕前を信頼されており、また顧客には自身のことを「タタラたん」と呼ばせている。